# 深海潛水器

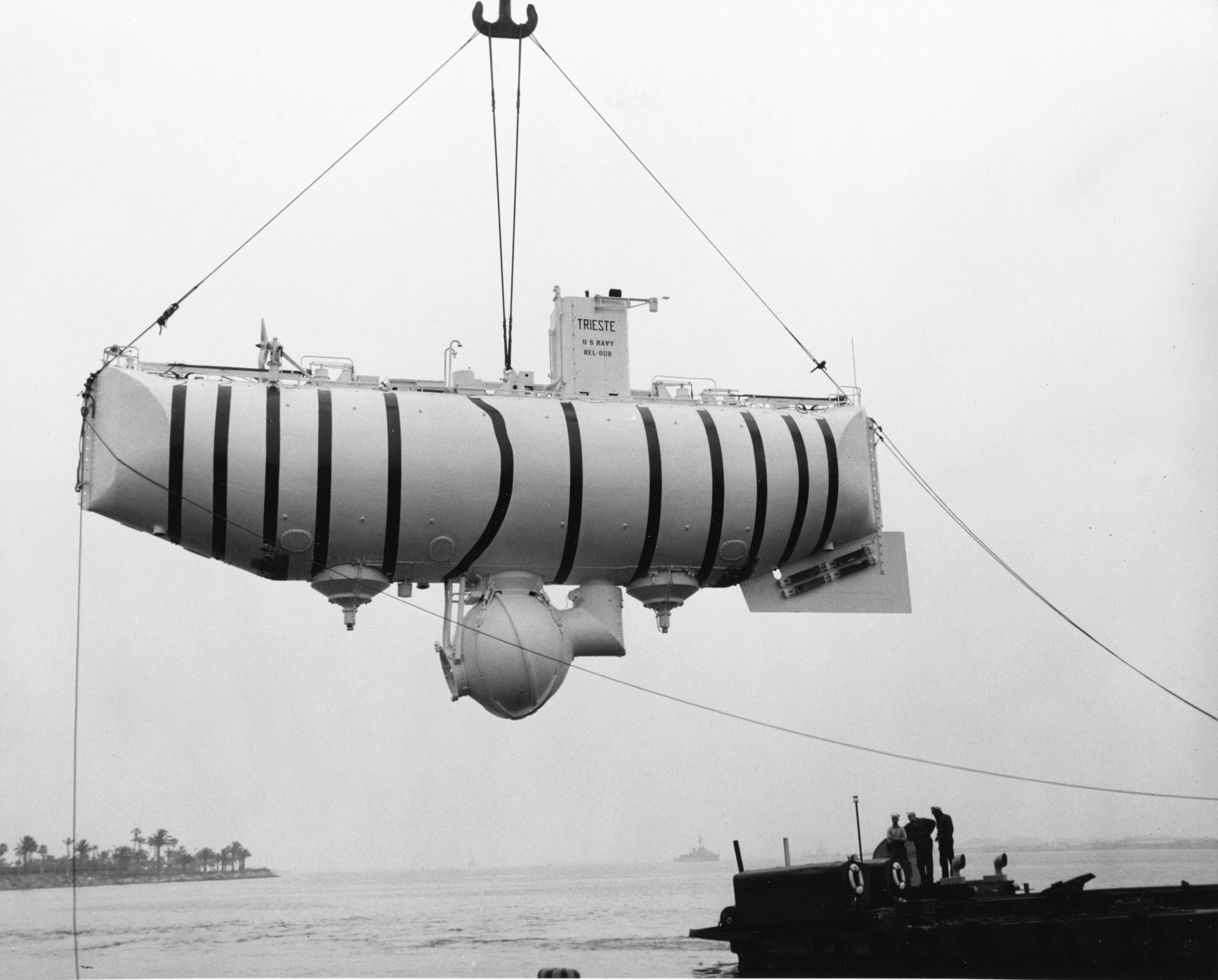
的里雅斯特号深海潛水器（1958年）

深海潛水器（英語：bathyscaphe）是一種可自主下潛的[深海潛航器，其設計概念源自早期的深海球（Bathysphere），但與後者通過纜繩從水面下放不同，深海潛水器的乘員艙懸掛於浮力艙下方，具有自主航行能力。

## 設計原理
深海潛水器的浮力艙填充汽油作為浮力材料，因其具備易獲取、浮力大且幾乎不可壓縮的特性。汽油的不可壓縮性使浮力艙結構可大幅輕量化，因內外壓力能自動平衡而不產生壓差。相對地，乘員艙需承受極大壓力差，故採用厚重結構建造。在水面上時，可通過將浮力艙內汽油替換為密度更大的海水來精確調整浮力狀態。
該名稱由首創者奧古斯特·皮卡爾結合古希臘語詞彙βαθύς（意為「深」）與σκάφος（意為「船隻」）所創。

## 運作機制

的里雅斯特號的內部結構示意圖

下潛時通過向壓載艙注水實現，但與潛艇不同，深海潛水器無法用壓縮空氣排水上浮，因其設計作業深度（如挑戰者深淵底部壓力超過標準高壓氣瓶的7倍）使排水不可行。上浮時需釋放鐵砂作為壓載物，這些鐵砂將永久遺落海底。鐵砂儲存於底部開口的漏斗形容器，由電磁鐵固定於頸部。此為故障安全設計——電力中斷時鐵砂會自動釋放，確保潛水器自主上浮。

## 發展歷史
首艘深海潛水器FNRS-2由比利時科學家奧古斯特·皮卡爾於1946-1948年間建造，以比利時國家科學研究基金會命名（其前身FNRS-1為皮卡爾1938年用於平流層探測的氣球）。動力系統採用電池驅動的電動機，浮力艙容積37,850公升（8,330英制加侖；10,000美制加侖）航空汽油。因無進出通道，乘員艙需在甲板裝卸。早期下潛記錄詳見雅克·庫斯托著作《沉默的世界》，書中記載「該潛器能承受深海壓力，卻毀於輕微風浪」。後續FNRS-3採用原FNRS-2的乘員艙並配備更大的75,700公升（16,700英制加侖；20,000美制加侖）浮力艙。
皮卡爾設計的第二代實為第三艘潛器的里雅斯特号，1957年由美國海軍自義大利購入。其配備2個壓載水艙及11個總容積120,000公升（26,000英制加侖；32,000美制加侖）汽油的浮力艙。

## 重大成就
1960年，的里雅斯特號搭載皮卡爾之子雅克·皮卡爾與唐·沃爾什抵達馬里亞納海溝的挑戰者深淵——當時已知地球表面最深點。
儀表顯示深度37,800英尺（11,521米），後經鹽度與溫度校正為35,813英尺（10,916米）。1995年更精確測量顯示實際深度為35,798英尺（10,911米）。配備強光燈的潛器乘員觀察到海床佈滿硅藻軟泥，並記錄到「類似鰨魚的扁平魚類，約長1英尺寬6英寸（30×15公分）」。此發現證實完全無光環境仍存在生命。

## 外部連結
- Barham EG. . Science. May 1963, 140 (3568): 826–828. Bibcode:1963Sci...140..826B. PMID 17746436. S2CID 43485719. doi:10.1126/science.140.3568.826.
- 美國海軍下潛記錄（含照片）
- Brewington, Krystal. . 物理事實手冊. 2003  [2025-04-02]. （原始内容存档于2025-07-10）.
- 的里雅斯特號深海潛水器歷史 （页面存档备份，存于）
- FNRS-2 （页面存档备份，存于）
- "法國深海潛水器下潛13,000英尺"《大眾機械》，1954年5月，第110–111頁。
- 深海挑戰者號——馬里亞納海溝下潛（2012/03/25）

 维基共享资源上的相關多媒體資源：深海潛水器